# 89-09 THE BOOM COLLECTION 1989-2009
『89-09 THE BOOM COLLECTION 1989-2009』（89-09 ザ ブーム コレクション 1989-2009）は、デビュー20周年を記念して作られたTHE BOOM8枚目のベスト・アルバム。 2009年5月20日に発売。

## 解説
前作「Singles+α」から6年ぶりのベスト・アルバムで、東芝EMI移籍以降の楽曲が収録された初のベスト・アルバム。タイトルは1989年から2009年までの楽曲という意味ではあるが、「百景」リリース以後は活動停止していたため、実質2004年まで。基本的に選曲は各オリジナル・アルバムから2～3曲であるが、「No Control」のみ1曲であり長らくアルバム未収録の「神様の宝石でできた島」が初収録された。

## 収録曲

### DISC.1
1. 星のラブレター
2. 都市バス
3. 不思議なパワー
4. なし
5. 気球に乗って
6. 釣りに行こう
7. 100万つぶの涙
8. 中央線
9. からたち野道
10. 子供らに花束を
11. そばにいたい
12. 島唄
13. 月さえも眠る夜
14. 真夏の奇蹟
15. いいあんべえ

### DISC.2
1. berangkat -ブランカ-
2. 帰ろうかな
3. 風になりたい
4. 手紙
5. 時がたてば
6. ありがとう
7. いつもと違う場所で
8. I'm in love with you
9. この広い世界で
10. 神様の宝石でできた島 （THE BOOM / 2001 ver.）
11. この街のどこかに
12. 太陽アカラ 波キララ
13. 僕にできるすべて
14. 24時間の旅
15. 明日からはじまる